# Mêtric Kerr
Mêtric Kerr (hay chân không Kerr, nghiệm Kerr) miêu tả hình học của không thời gian trong chân không xung quanh một lỗ đen quay đối xứng trục trung hòa điện với chân trời sự kiện về mặt tô pô là tương đương với mặt cầu. Mêtric Kerr là nghiệm chính xác của phương trình trường Einstein của thuyết tương đối tổng quát; hệ phương trình Einstein có tính phi tuyến cao và khiến cho việc tìm các nghiệm chính xác của nó là rất khó. Nghiệm Kerr tổng quát hóa mêtric Schwarzschild, do nhà thiên văn học người Đức Karl Schwarzschild tìm ra năm 1916 miêu tả hình học của không thời gian xung quanh vật thể cầu không quay và trung hòa điện. Nghiệm tương ứng cho vật thể cầu, không quay và mang điện tích, mêtric Reissner–Nordström, cũng được khám phát sau đó (1916–1918). Tuy nhiên, nghiệm chính xác cho lỗ đen quay trung hòa điện, không thời gian Kerr, phải đợi tới tận năm 1963, khi nhà vật lý người New Zealand Roy Kerr tìm ra nó. Sự mở rộng tự nhiên sang cho lỗ đen quay mang điện tích, mêtric Kerr–Newman, ngay sau đó được khám phá vào năm 1965.
Theo mêtric Kerr, những lỗ đen quay có tính chất làm kéo hệ quy chiếu của không thời gian bao quanh nó, một hệ quả kỳ lạ của thuyết tương đối rộng. Một trong hai mục tiêu của thí nghiệm bằng tàu Gravity Probe B đó là đo được hiệu ứng này với độ chính xác 10%. Nói một cách sơ lược, hiệu ứng này tiên đoán những vật thể ở gần khối lượng quay sẽ quay cùng với chiều quay của vật thể chính, điều này không phải vì do một lực hay ngẫu lực nào tác động lên mà là do độ cong của không thời gian bị tác động bởi vật thể quay đó. Càng nằm gần lỗ đen quay, mọi đối tượng — ngay cả ánh sáng — đều phải quay theo nó; hay vùng này gọi là vùng sản công.
Các lỗ đen quay miêu tả bởi mêtric Kerr có chân trời sự kiện và vùng kỳ dị hấp dẫn; trong đó kích thước của chân trời sự kiện phụ thuộc vào khối lượng và mômen động lượng của nó. Hình dáng của chân trời sự kiện có dạng hình phỏng cầu hơn là hình cầu. Chân trời sự kiện chỉ là mặt kì dị tọa độ; nó không phải là kì dị vật lý, những vật rơi qua mặt này không thể quay trở lại hay người ở ngoài lỗ đen không thể biết bên trong lỗ đen chứa những gì. Lỗ đen quay có hai chân trời sự kiện, bên trong và bên ngoài, và những chân trời này có thể biến mất bởi cách lựa chọn hệ tọa độ. Những vật nằm giữa hai chân trời sự kiện phải quay cùng chiều với chiều quay lỗ đen như nêu ở trên; và đặc điểm này cho phép thu năng lượng từ lỗ đen quay, hay còn gọi là cơ chế Penrose.
Bốn nghiệm chính xác miêu tả lỗ đen của phương trình chân không Einstein được tổng hợp lại bảng sau:
|                   | Không quay (J = 0) | Quay (J ≠ 0) |
| Trung hòa (Q = 0) | Schwarzschild      | Kerr         |
| Điện tích (Q ≠ 0) | Reissner–Nordström | Kerr–Newman  |

với Q là điện tích của vật thể và J là mômen động lượng quay của nó.

## Công thức toán học
Mêtric Kerr miêu tả hình học của không thời gian bao quanh vật thể khối lượng M quay với mômen động lượng J là

| {\displaystyle {\begin{aligned}c^{2}d\tau ^{2}=&\left(1-{\frac {r_{s}r}{\rho ^{2}}}\right)c^{2}dt^{2}-{\frac {\rho ^{2}}{\Delta }}dr^{2}-\rho ^{2}d\theta ^{2}\\&-\left(r^{2}+\alpha ^{2}+{\frac {r_{s}r\alpha ^{2}}{\rho ^{2}}}\sin ^{2}\theta \right)\sin ^{2}\theta \ d\phi ^{2}+{\frac {2r_{s}r\alpha \sin ^{2}\theta }{\rho ^{2}}}\,c\,dt\,d\phi \end{aligned}}} | \| \| \| \| \| \| \| \| | (1) |
| |                         |     |
| |                         |     |
với các tọa độ {\displaystyle r,\theta ,\phi } tương ứng cho ký hiệu của hệ tọa độ cầu, và rs là bán kính Schwarzschild

| {\displaystyle r_{s}={\frac {2GM}{c^{2}}}} | \| \| \| \| \| \| \| \| | (2) |
|                                            |                         |     |
|                                            |                         |     |
Các hệ số α, ρ và Δ cho bởi

| {\displaystyle \alpha ={\frac {J}{Mc}}} | \| \| \| \| \| \| \| \| | (3) |
|                                         |                         |     |
|                                         |                         |     |

| {\displaystyle \rho ^{2}=r^{2}+\alpha ^{2}\cos ^{2}\theta } | \| \| \| \| \| \| \| \| | (4) |
|                                                             |                         |     |
|                                                             |                         |     |

| {\displaystyle \Delta =r^{2}-r_{s}r+\alpha ^{2}} | \| \| \| \| \| \| \| \| | (5) |
|                                                  |                         |     |
|                                                  |                         |     |
Trong giới hạn phi tương đối tính khi rs xấp xỉ bằng 0 (M khá nhỏ), mêtric Kerr trở thành mêtric trực giau trong hệ tọa độ phỏng cầu

| {\displaystyle c^{2}d\tau ^{2}=c^{2}dt^{2}-{\frac {\rho ^{2}}{r^{2}+\alpha ^{2}}}dr^{2}-\rho ^{2}d\theta ^{2}-\left(r^{2}+\alpha ^{2}\right)\sin ^{2}\theta d\phi ^{2}} | \| \| \| \| \| \| \| \| | (6) |
| |                         |     |
| |                         |     |
hay tương đương với hệ tọa độ Boyer-Lindquist

| {\displaystyle {x}={\sqrt {r^{2}+\alpha ^{2}}}\sin \theta \cos \phi } | \| \| \| \| \| \| \| \| | (7) |
|                                                                       |                         |     |
|                                                                       |                         |     |

| {\displaystyle {y}={\sqrt {r^{2}+\alpha ^{2}}}\sin \theta \sin \phi } | \| \| \| \| \| \| \| \| | (8) |
|                                                                       |                         |     |
|                                                                       |                         |     |

| {\displaystyle {z}=r\cos \theta } | \| \| \| \| \| \| \| \| | (9) |
|                                   |                         |     |
|                                   |                         |     |

### Sách và nguồn tham khảo
- Stephani, Hans; Kramer, Dietrich; MacCallum, Malcolm; Hoenselaers, Cornelius & Herlt, Eduard (2003). Exact Solutions of Einstein's Field Equations. Cambridge: Cambridge University Press. ISBN 0-521-46136-7.{{Chú thích sách}}:  Quản lý CS1: nhiều tên: danh sách tác giả (liên kết)
- Meinel, Reinhard; Ansorg, Marcus; Kleinwachter, Andreas; Neugebauer, Gernot; Petroff, David (2008). Relativistic Figures of Equilibrium. Cambridge: Cambridge University Press. ISBN 978-0-521-86383-4. Truy cập ngày 12 tháng 5 năm 2013.
- O'Neill, Barrett (1995). The Geometry of Kerr Black Holes. Wellesley, MA: A. K. Peters. ISBN 1-56881-019-9.
- D'Inverno, Ray (1992). Introducing Einstein's Relativity. Oxford: Clarendon Press. ISBN 0-19-859686-3. See chapter 19 for a readable introduction at the advanced undergraduate level.
- Chandrasekhar, S. (1992). The Mathematical Theory of Black Holes. Oxford: Clarendon Press. ISBN 0-19-850370-9. See chapters 6--10 for a very thorough study at the advanced graduate level.
- Griffiths, J. B. (1991). Colliding Plane Waves in General Relativity. Oxford: Oxford University Press. ISBN 0-19-853209-1. See chapter 13 for the Chandrasekhar/Ferrari CPW model.
- Adler, Ronald; Bazin, Maurice; Schiffer, Menahem (1975). Introduction to General Relativity . New York: McGraw-Hill. ISBN 0-07-000423-4. See chapter 7.
- Penrose, R. (1968). ed C. de Witt and J. Wheeler (biên tập). Battelle Rencontres. W. A. Benjamin, New York. tr. 222.
- Perez, Alejandro; Moreschi, Osvaldo M. (2000). "Characterizing exact solutions from asymptotic physical concepts".  arΧiv:Dec 2000 gr-qc/001210027 Dec 2000. Characterization of three standard families of vacuum solutions as noted above.
- Sotiriou, Thomas P.; Apostolatos, Theocharlà một. (2004). "Corrections and Comments on the Multipole Moments of Axisymmetric Electrovacuum Spacetimes". Class. Quant. Grav. Quyển 21 số 24. tr. 5727–5733. arXiv:gr-qc/0407064. Bibcode:2004CQGra..21.5727S. doi:10.1088/0264-9381/21/24/003. arXiv eprint Gives the relativistic multipole moments for the Ernst vacuums (plus the electromagnetic and gravitational relativistic multipole moments for the charged generalization).
- Carter, B. (1971). "Axisymmetric Black Hole Has Only Two Degrees of Freedom". Physical Review Letters. Quyển 26 số 6. tr. 331–333. Bibcode:1971PhRvL..26..331C. doi:10.1103/PhysRevLett.26.331.
- Misner, Charles; Thorne, Kip S.; Wheeler, John (1973). Gravitation. W. H. Freeman and Company. ISBN 0-7167-0344-0.
- Wald, R. M. (1984). General Relativity. Chicago: The University of Chicago Press. tr. 312–324. ISBN 0-226-87032-4.
- Kerr, R. P.; and Schild, A. (2009). "Republication of: A new class of vacuum solutions of the Einstein field equations". General Relativity and Gravitation. Quyển 41 số 10. tr. 2485–2499. Bibcode:2009GReGr..41.2485K. doi:10.1007/s10714-009-0857-z.{{Chú thích tạp chí}}:  Quản lý CS1: nhiều tên: danh sách tác giả (liên kết)
- Krasiński, Andrzej; Verdaguer, Enric; Kerr, Roy Patrick (2009). "Editorial note to: R. P. Kerr and A. Schild, A new class of vacuum solutions of the Einstein field equations". General Relativity and Gravitation. Quyển 41 số 10. tr. 2469–2484. Bibcode:2009GReGr..41.2469K. doi:10.1007/s10714-009-0856-0. "… This note is meant to be a guide for those readers who wish to verify all the details [of the derivation of the Kerr solution]…"